# Martin Elkort
Martin Elkort (18. dubna 1929, New York – 19. listopadu 2016) byl americký fotograf věnující se převážně pouliční fotografii.

## Kariéra
První úspěch měl již ve svých deseti letech, kdy byl s rodiči na výletě v Baltimoru a fotografoval tamní zaplavené ulice. Místní list The Baltimore Sun jeho snímky odkoupil a jednu z nich použil na přední straně novin. Martin Elkort později studoval na newyorské universitě Cooper Union a v té době se stal členem organizace Photo League. Jeho fotografie byly vystaveny v řadě galerií, jako například v newyorském Muzeu moderního umění. Roku 1991 napsal knihu The Secret Life of Food a o šest let později další s názvem Getting from Fired to Hired.